# 86-та вулиця (Мангеттен)
86-та вулиця (англ. 86th Street) — головна вулиця з двостороннім рухом у Верхньому Іст-Сайді та Верхньому Вест-Сайді боро Нью-Йорка Мангеттен. Проходить двома основними ділянками: між Іст-Енд-авеню і П'ятою авеню на Верхньому Іст-Сайді та між захом Центрального парку і Ріверсайд-драйв на Верхньому Вест-Сайді. Західний сегмент переходить у 86-ту вулицю, що проходить через Центральний парк, яка з'єднується зі східною 84-ю та 85-ю вулицями.
На Вест-Сайді її безперервна скеляста стіна багатоквартирних будинків, включаючи Белнорд і будинок Орвелла, розбита двома контрастними церквами на визначних кутових місцях, Тосканською ренесансною Об'єднаною методистською церквою Святих Павла та Андрія на розі Вест-Енд-авеню, і Пресвітеріанська церква Західного парку в стилі романського відродження з коричневого каменю на розі Амстердам-авеню.

## Історія
Вулиця була визначена планом Комісарів 1811 року як одна з 15 вулиць зі сходу на захід, які мали б 30 метрів у ширину (у той час, як інші вулиці були визначені як 18 метрів у ширину).